# Сёла (Соликамский район)
Сёла — деревня в составе Соликамского городского округа в Пермском крае.

## Географическое положение
Деревня расположена между центральной частью Боровска (район города Соликамск) и селом Тохтуева.

## Климат
Климат умеренно континентальный с холодной зимой, продолжительностью около 5 месяцев, и тёплым коротким летом. Среднегодовая температура воздуха 0,7 °C. Среднемесячная самого холодного месяца (января) −16,2 °C, самый тёплый июль +17,2 °C. Первые осенние заморозки наступают во второй декаде сентября, в отдельные годы первый заморозок может наступить в третьей декаде августа. Последние заморозки прекращаются в третьей декаде мая, иногда в первой декаде июня. Продолжительность безморозного периода в среднем составляет 117 дней. Образование устойчивого снежного покрова происходит в среднем, в I декаде ноября, в отдельные годы во II декаде октября. Средняя высота снежного покрова 62 см. Разрушение устойчивого снежного покрова отмечается, в среднем, во второй декаде апреля.

## История
До 2019 года деревня входила в Тохтуевское сельское поселение Соликамского района, после его упразднения стало рядовым населённым пунктом Соликамского городского округа.

## Население
Постоянное население составляло 414 человек (97 % русские) в 2002 году, 522 человека в 2010 году.